# Cantón de Béthune-Norte
El cantón de Béthune-Norte era una división administrativa francesa, que estaba situada en el departamento de Paso de Calais y la región de Norte-Paso de Calais.

## Composición
El cantón estaba formado por cinco comunas, más una fracción de la comuna que le daba su nombre:
- Annezin
- Béthune (fracción)
- Chocques
- Oblinghem
- Vendin-lès-Béthune
- Verquigneul

## Supresión del cantón de Béthune-Norte
En aplicación del Decreto n.º 2014-233 de 24 de febrero de 2014, el cantón de Béthune-Norte fue suprimido el 22 de marzo de 2015 y sus 6 comunas pasaron a formar parte; cinco del nuevo cantón de Béthune y una del nuevo cantón de Beuvry.